# Say It Again (chanson de Precious)
Chansons représentant le Royaume-Uni au Concours Eurovision de la chanson
Where Are You?
(1998) Don't Play That Song Again
(2000)
Say It Again est la chanson représentant le Royaume-Uni au Concours Eurovision de la chanson 1999. Elle est interprétée par le girl group Precious.

## Histoire
La chanson est la cinquième de la soirée, suivant Marija Magdalena interprétée par Doris Dragović pour la Croatie et précédant For a Thousand Years interprétée par Darja Švajger pour la Slovénie. La chanson obtient 28 points, se plaçant à la 12e place sur 23 participants.
À sa sortie, la chanson se classe à la sixième place des ventes de singles au Royaume-Uni.

## Source de la traduction
- (en) Cet article est partiellement ou en totalité issu de l’article de Wikipédia en anglais intitulé « Say It Again (Precious song) » (voir la liste des auteurs).